# Joseph Sarno
Joseph W. Sarno, född 15 mars 1921 i Brooklyn i New York, död 26 april 2010 i New York i New York, var en amerikansk filmregissör, verksam i USA och Sverige.
Sarno växte upp i Amityville på Long Island. Han skrev in sig vid New York University, men efter attacken på Pearl Harbor 1941 tog han istället värvning vid USA:s flotta och blev stridsflygare med tjänstgöring i södra Stilla havet under andra världskriget. Efter kriget arbetade han som copywriter och började sedan regissera instruktionsfilmer för flottan.
Hans första erfarenhet av spelfilm var att skriva manuskript till Nude in Charcoal, en erotisk film som kom ut 1961. Hans första film i färg blev Moonlighting Wives (1966), och hans filmer från 1970-talet har betraktats som hans mest lyckade.
Sarno och hans partner Peggy besökte Sverige första gången 1967 i samband med en filminspelning, som samma år resulterade i filmen Jag – en oskuld (Inga). Det som hade lockat honom till Sverige var den svenska filmen Jag är nyfiken – gul, som blivit internationellt uppmärksammad för sitt sexuella innehåll. Resten av livet bodde han omväxlande på Manhattan och i Axelsberg i Stockholm. I Sverige är han mest känd för porrfilmen Fäbodjäntan.

## Filmografi (urval)
- 1964 – Sin in the Suburbs
- 1968 – Jag – en oskuld
- 1968 – Kvinnolek
- 1971 – Någon att älska
- 1972 – Swedish Wildcats
- 1973 – Den pornografiska jungfrun
- 1974 – Deep Throat Part II
- 1974 – Vild på sex
- 1977 – Kärleksön
- 1978 – Fäbodjäntan
- 1979 – Tigresses... and Other Maneaters
- 1984 – SS Operation Wolfcub
- 1987 – Helgerån
- 2004 – Suburban Secrets